# Tampichthys mandibularis
Tampichthys mandibularis é uma espécie de peixe actinopterígeo da família Cyprinidae.
Apenas pode ser encontrada no México.